# 格利澤752
格利澤752是在天鷹座的一對聯星，這個系統距離地球大約19光年，相對而言是很近的。這個系統有兩顆M-型恆星，主星是視星等9等的格利澤752 A ，伴星是視星等17等的格利澤752 B ，但更常用的名稱是VB 10。
這個恆星對形成天文雙星系統，彼此相距74角秒(～434天文單位) 。這個系統也是知名的高自行運動系統，每年的移動量約1角秒。
系統的名稱和編號得自德國天文學家威廉·格利澤在1916年發行的近星星表 。

## 格利澤752內部的動力學

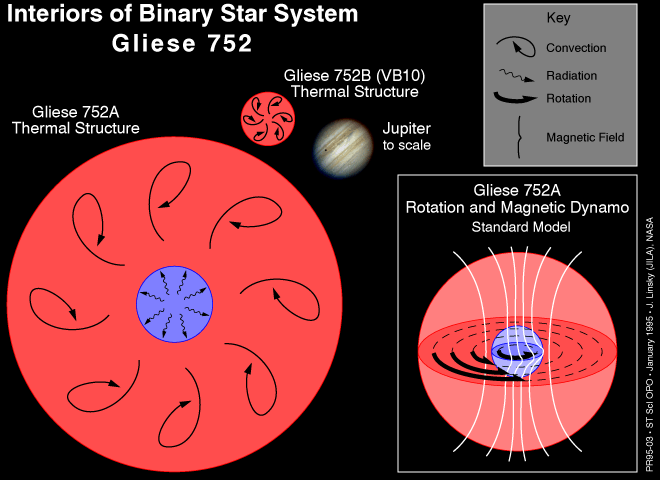
圖中顯示的是格利澤752這兩顆恆星的大小和內部動態的作用。

在哈伯太空望遠鏡觀察格利澤752這個系統之前，天文學家認為這個系統產生磁場的發電機過程與太陽是相同的。在傳統的太陽模型中，能量在恆星的中心經由核融合反應產生，然後經由輻射層從核心向外傳遞。熱量從核心的輻射層經過對流層抵達恆星的表面。在這個區域，熱氣泡到表面的運動就像茶壺中沸騰的開水一樣。 
當恆星內部的旋轉比表面更為快速時，發電機是使恆星內部的電子加速以創造磁場的力量。最近對太陽的研究顯示，對流層內所有深度的旋轉速率幾乎都是相同的。這意味著太陽的發電機是在對流層下方，以更高的速度旋轉的輻射核心。

## 格利澤752 A的特性
這顆主要的恆星，也以沃夫1055的名字為人所知，是光譜為M2.5的紅矮星，大約只有太陽的一半大，表面溫度也只有3240K。這顆恆星是德國天文學家馬克斯·沃夫經由天文攝影首度發現是一顆有著高自行運動的恆星。他在1919年將這顆恆星加入他擴充的同類型恆星的星表中。它也是一顆變星，在變星星表中的名稱是天鷹座V1428，是一顆天龍座BY變星，曾發生過閃光事件 。

## 格利澤752 B的特性
在喬治·范·比斯布羅克於1944年發現Gliese 752 有一顆小且暗淡的伴星之前，並不知道它是一個聯星系。這顆伴星在范·比斯布羅克星表中被稱為VB 10。這顆伴星以質量低而出名，只有約0.08太陽質量，接近恆星質量的下限。它的直徑也很小，大約只有太陽直徑的10%。
這顆恆星的光譜類型是M8V的紅矮星，也以表面光度低而為人所知，由於表面溫度只有2600K，使它的絕對星等接近19等。它也是一顆變星，在變星目錄上的名稱是天鷹座V1298，屬於鯨魚座UV變星，也曾發生過閃光事件。他與主星共享高自行運動，並與主星同樣有著閃光的傾向。
在2009年，還發現他有一顆系外行星，VB 10b，並已公布環繞著這顆恆星的軌道，但是後續的光譜觀測無法確認存在著任何夠大的行星在環繞著這顆恆星運轉。